# Procedura di avvicinamento strumentale

Una procedura di avvicinamento strumentale pubblicata nell'AIP.

La procedura di avvicinamento strumentale (in lingua inglese instrument approach procedure abbreviato in IAP) consiste in una serie di manovre predeterminate effettuate da un pilota seguendo le regole del volo strumentale per condurre l'aeromobile all'atterraggio.

## Condotta del volo
Il volo viene condotto dal pilota ricalcando esattamente la procedura descritta nelle pubblicazioni di informazioni aeronautiche con l'ausilio dei segnali trasmessi da apposite radioassistenze. Le manovre da effettuare sono differenti per ciascun aerodromo che può avere più procedure pubblicate a seconda della tipologia di radioassistenza utilizzata, delle caratteristiche dell'aeromobile e della pista d'atterraggio interessata. Tutte le procedure di avvicinamento strumentale devono essere pubblicate sulle carte aeronautiche e rese disponibili secondo le procedure previste dal servizio informazioni aeronautiche.
Le manovre sono condotte secondo standard che garantiscono la separazione dagli ostacoli dal momento in cui l'aeromobile inizia la procedura, fino a quando raggiunge una posizione dalla quale il pilota potrà concludere l'avvicinamento e l'atterraggio a vista oppure, qualora ciò non sia possibile, iniziare la procedura di mancato avvicinamento. In caso l'avvicinamento debba essere interrotto, la procedura prevederà delle specifiche manovre che consentiranno al volo di raggiungere un circuito di attesa oppure di proseguire lungo una specifica rotta continuando a mantenere la prevista separazione dagli ostacoli.
Le manovre sono studiate in funzione delle caratteristiche degli aeromobili che le dovranno effettuare ed in particolar modo della loro velocità di avvicinamento. A tale scopo gli aeromobili sono divisi in sei categorie e ad alcune delle quali possono essere imposte limitazioni o oppure preclusa l'esecuzione di specifiche procedure:
- Categoria A: velocità indicata (IAS) minore di 91 Kts.
- Categoria B: IAS uguale o maggiore di 91 Kts e inferiore a 121 Kts.
- Categoria C: IAS uguale o maggiore di 121 Kts e inferiore a 141 Kts.
- Categoria D: IAS uguale o maggiore di 141 Kts e inferiore a 166 Kts.
- Categoria E: IAS uguale o maggiore di 166 Kts e inferiore a 211 Kts.
- Categoria H: elicotteri.

Alcune procedure possono non riportare limitazioni a categorie di aeromobili oppure imporre limitazioni di velocità (IAS massima) in alcuni tratti.

## Tipologie
Le procedure di avvicinamento strumentale si dividono in tre categorie:
- non di precisione;
- con guida verticale;
- di precisione.

### Procedura di avvicinamento non di precisione
In inglese non-precision approach procedure, abbreviato in NPA, è basata sull'impiego di radioassistenze che forniscono solo indicazioni sulle manovre laterali da compiere.

### Procedura di avvicinamento con guida verticale
In inglese approach procedure with vertical guidance, abbreviato in APV, utilizza radioassistenze che forniscono indicazioni sulle manovre laterali e verticali da compiere ma che tuttavia non garantiscono gli standard necessari per essere classificate procedure di avvicinamento di precisione.

### Procedura di avvicinamento di precisione
In inglese precision approach procedure, abbreviato in PA, utilizza radioassistenze che forniscono indicazioni sulle manovre laterali e verticali da compiere e che prescrive delle limitazioni (cosiddette minime) studiate in funzione della categoria dell'aeromobile.

## Descrizione

### Articolazione della procedura
Le procedure si compongono di varie parti così definite:
Segmento di avvicinamento inizialeQuella parte della procedura compresa tra il fix di avvicinamento iniziale e il fix di avvicinamento intermedio o se quest'ultimo punto non è previsto, tra il fix di avvicinamento iniziale e il fix di avvicinamento finale.
Segmento di avvicinamento intermedioQuella parte della procedura compresa tra il fix di avvicinamento intermedio e il fix avvicinamento finale, oppure tra la fine di una procedura di inversione di rotta dell'aeromobile e il fix di avvicinamento finale, come applicabile.
Segmento di avvicinamento finaleQuella parte della procedura nella quale viene svolto l'allineamento e la discesa per l'atterraggio e che inizia sul fix di avvicinamento finale, e termina in un punto nelle vicinanze di un aerodromo dal quale può essere effettuato un atterraggio diretto oppure una circuitazione oppure ha inizio una procedura di mancato avvicinamento.
Procedura di mancato avvicinamentoIn inglese missed approach, abbreviato in MA, è la procedura che deve essere eseguita se l'avvicinamento non può più essere continuato.
CircuitazioneIn inglese circling, è la fase condotta a vista di un avvicinamento strumentale durante la quale l'aeromobile abbandona il segmento di avvicinamento finale per allinearsi lungo una pista d'atterraggio che non è ubicata in posizione conveniente per un avvicinamento diretto.

### Punti e posizioni salienti
I fix e le posizioni salienti che caratterizzano i segmenti e le porzioni delle procedure strumentali sono:
Altitudine o altezza minima di discesaIn inglese minimum descent altitude abbreviato in MDA oppure minimum descent height abbreviato in MDH, è una quota specificata in una procedura di avvicinamento non di precisione o circling al di sotto della quale il pilota non può scendere a meno che non abbia stabilito il contatto visivo con la pista necessario per portare a termine l'atterraggio. Il valore dell'MDA si riferisce al livello medio del mare, mentre l'MDH si riferisce all'elevazione dell'aerodromo oppure all'elevazione della soglia pista se quest'ultima è più di 7 ft al di sotto dell'elevazione dell'aerodromo. L'MDH per la circuitazione è riferita all'elevazione dell'aeroporto..

La differenza tra DA e DH.

Altitudine o altezza di decisioneIn inglese decision altitude abbreviato in DA oppure decision height abbreviato in DH, è una quota specificata in una procedura di avvicinamento di precisione o di avvicinamento con guida verticale (quali, ad esempio, le procedure GCA e ILS) alla quale il pilota deve obbligatoriamente iniziare la procedura di mancato avvicinamento qualora non abbia stabilito il contatto visivo con la pista necessario per portare a termine l'atterraggio. Il valore della DA si riferisce al livello medio del mare, mentre la DH si riferisce alla distanza verticale dall'elevazione della soglia pista.
Fix di avvicinamento inizialeIn inglese initial approach fix abbreviato in IAF, è il punto che caratterizza l'inizio del segmento iniziale e la fine della rotta di arrivo strumentale standard.
Fix intermedioIn inglese intermediate fix abbreviato in IF, è il punto che caratterizza la fine del segmento iniziale e l'inizio del segmento intermedio.
Fix di avvicinamento finaleIn inglese final approach fix abbreviato in FAF è il punto posizionato all'inizio del segmento di avvicinamento finale ad una distanza dalla soglia pista tale da permettere al pilota di configurare l'aeromobile in maniera idonea per l'atterraggio e per la discesa nel rispetto delle minime di quota previste (DA, DH, MDA, MDH). Dove il FAF non sia specificamente individuato nella procedura di avvicinamento, si intende posizionato alla fine dell'ultima virata della procedura. Ove tale virata non sia prevista il FAF si intende posizionato all'intersezione della penultima rotta della procedura con la rotta finale dell'avvicinamento. La rotta del tratto finale dell'avvicinamento è normalmente allineata con l'asse centrale della pista.
Punto di mancato avvicinamentoIn inglese missed approach point abbreviato in MAPt, è il punto ultimo al quale iniziare la procedura di mancato avvicinamento al fine di garantire che non venga meno la minima separazione dagli ostacoli.

## Nomenclatura
La standardizzazione nell'assegnazione di codici/nomenclature alle procedure di avvicinamento strumentale ed alle relative carte aeronautiche, è indispensabile per evitare ambiguità tra la documentazione pubblicata dal servizio informazioni aeronautiche, le autorizzazioni o le informazioni fornite dal controllo del traffico aereo e i dati caricati nell'avionica degli aeromobili. Il codice identificativo della procedura si compone:
- dal nome della radioassistenza che fornisce indicazioni laterali nel segmento finale. Se nella fase finale vengono utilizzate due radiassistenze per fornire indicazioni laterali, viene comunque citata solo l'ultima delle due. Inoltre, se per volare la procedura si deve far riferimento a più radioassistenze, tale necessità viene menzionata all'interno della carta aeronautica, non nell'intestazione della procedura;
- a seguire, se necessario, da una lettera (iniziando dalla z e proseguendo in ordine alfabetico inverso) se sono previste due o più procedure per la stessa pista che non possano essere altrimenti distinte;
- dal codice della pista verso la quale si sviluppa la procedura.

Ad esempio:
- la procedura principale di avvicinamento verso la pista 25 destra, effettuata con l'ausilio di un VOR sarà: VOR Z RWY 25 R;
- la procedura di avvicinamento verso la pista 06, effettuata con un VOR prima e successivamente con un ILS sarà: ILS RWY 06.